# GNR (Band)

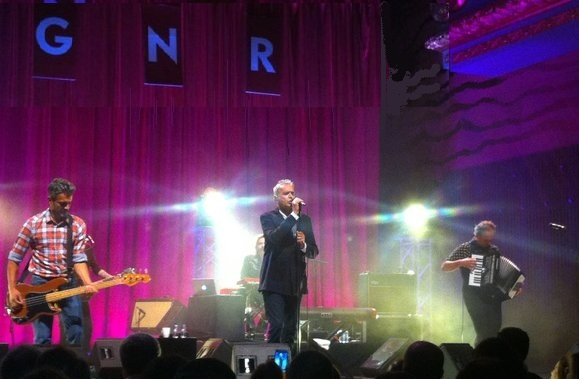
GNR (2016)

GNR (Akronym für Grupo Novo Rock) ist eine dreiköpfige portugiesische Rockband aus Porto.

## Geschichte

### Bis 1982
Die Band wurde 1979 in einer Garage in der Rua Airosa in der Stadtgemeinde (Freguesia) Ramalde gegründet. Ihre Aktivitäten begann sie jedoch erst 1980, das deshalb meist als Gründungsjahr genannt wird. Der Bandname spielt ironisch auf die portugiesische Sicherheitspolizei Guarda Nacional Republicana an, die allgemein ebenfalls mit GNR abgekürzt wird. Die ursprüngliche Besetzung war Toli César Machado (Schlagzeug), Alexandre Soares (Gitarre) und Vítor Rua (Gitarre). Noch 1979 stieß der Bassist Mano Zé zur Band. Ihre erste Single Portugal na CEE (deutsch: Portugal in der Europäischen Wirtschaftsgemeinschaft), ein schneller, poppiger Punkrock-Song, fiel in die Zeit des Booms portugiesischer Rockmusik, und gilt bis heute als ein markantes Lied der Zeit. Nach einer weiteren, gleichermaßen erfolgreichen Single erschien 1982 das Debütalbum unter dem Titel Independança (ein Wortspiel aus Independent und Dança, dt.: Tanz), das von der Kritik positiv aufgenommen wurde, jedoch enttäuschende Verkaufszahlen erreichte, auch auf Grund der hier weniger eingängigen Titel, etwa dem 27-minütigen Stück Avarias (deutsch: Pannen), das die gesamte B-Seite der LP einnahm.

### Der Ausstieg von Vítor Rua
Nach ihrem Konzert auf dem Festival de Vilar de Mouros 1982 schied Vítor Rua aus der Band aus, um sich anderen Projekten und insbesondere elektronischer improvisierter Musik zu widmen, etwa in seinem Projekt Telectu. Ein Grund waren jedoch auch zunehmende Differenzen innerhalb der Gruppe, die im weiteren Verlauf der 1980er Jahre zu Konflikten zwischen Rua und GNR führten. So ging Rua auch juristisch gegen die Band vor, die gegen seinen Willen Lieder von ihm aus der Frühzeit der Gruppe spielte. Er formierte zudem eine eigene Band mit dem Namen Pós-GNR (deutsch: Nach-GNR), nachdem er bereits zuvor mit PSP (Abkürzung der portugiesischen Polizei Polícia de Segurança Pública) ein GNR entgegengerichtetes Projekt unterhielt und damit eine LP veröffentlichte. Der Streit wurde erst im Verlauf der 1990er Jahre beigelegt.

### Seit 1982
In der Zeit nach 1982 durchlebte die Gruppe Umbesetzungen und eine Neuorientierung, und der neue Sänger Rui Reininho wurde fortan als Kopf der Gruppe wahrgenommen. War die Band bisher von Power Pop und frühem New Wave inspiriert, so wurde ihre Musik nun insgesamt langsamer und harmonischer. Dabei waren Einflüsse verschiedener Independent-Musikstile hörbar, nahmen jedoch im Verlauf der weiteren Karriere an Bedeutung ab, zu Gunsten traditioneller Pop-Rock-Muster. In den folgenden Jahren veröffentlichten sie eine Reihe Alben und Singles und gaben zahlreiche Konzerte, auch im Ausland, insbesondere in Spanien und Frankreich. In Galicien traten sie dabei häufiger auf. Sie erreichten zunehmend Erfolge, sowohl mit hohen Absatzzahlen ihrer Veröffentlichungen, als auch mit immer größeren Konzerten, so dass sie zu einer der bekanntesten Pop- und Rock-Bands in Portugal wurden. Ihr Live-Album In Vivo verkaufte sich 1990 40.000 mal, das folgende Studio-Album Rock in Rio Douro 160.000 mal. Als nach einer Phase reduzierter Bandaktivität 1996 mit dem Album Tudo o que você queria ouvir - O Melhor dos GNR (deutsch: Alles was Sie hören wollten - Das Beste von GNR) eine Best-of-Zusammenstellung erschien, verkaufte sich diese 80.000 mal und erreichte den ersten Platz der Hitparade. Ihre von Wortspielen und poetisch-kritischen Passagen geprägten Texte werden als einer der Gründe für ihre anhaltende Popularität gesehen, ebenso ihr von Trends weitgehend unabhängiges, langjähriges Musikschaffen, und ihre starke Verbundenheit zur Region Porto.
Zuletzt erreichte auch ihr im Sommer 2011 veröffentlichtes Album Voos domésticos die Nummer eins in den portugiesischen Albumcharts.

## Diskografie

### Studioalben
| Jahr | Titel           | Höchstplatzierung, Gesamtwochen, AuszeichnungChartsChartplatzierungen (Jahr, Titel, Platzierungen, Wochen, Auszeichnungen, Anmerkungen) | Anmerkungen |
| Jahr | Titel           | PT | Anmerkungen |
| ---- | --------------- | --- | ----------- |
| 2010 | Retropolitana   | PT8 (5 Wo.)PT |             |
| 2011 | Voos domésticos | PT1 (4 Wo.)PT |             |
| 2015 | Caixa Negra     | PT5 (4 Wo.)PT |             |

Weitere Studioalben
- 1982: Independança
- 1984: Defeitos especiais
- 1985: Os homens não se querem bonitos
- 1986: Psicopátria
- 1989: Valsa dos detectives
- 1990: GNR in vivo
- 1992: Rock in Rio Douro
- 1994: Sob Escuta
- 1998: Mosquito
- 1999: Os Homens Não Se Querem Bonitos
- 2000: Popless
- 2002: Do lado dos cisnes

### Kompilationen
| Jahr | Titel                                  | Höchstplatzierung, Gesamtwochen, AuszeichnungChartsChartplatzierungen (Jahr, Titel, Platzierungen, Wochen, Auszeichnungen, Anmerkungen) | Anmerkungen |
| Jahr | Titel                                  | PT | Anmerkungen |
| ---- | -------------------------------------- | --- | ----------- |
| 2006 | ContinuAcção - O melhor dos GNR vol. 3 | PT5 (7 Wo.)PT |             |
| 2017 | Os primeiros 35 anos - Ao vivo         | PT3 (13 Wo.)PT |             |
| 2018 | Concentrado - O melhor dos GNR         | PT24 (6 Wo.)PT |             |

Weitere Kompilationen
- 1996: Tudo o que você queria ouvir - O Melhor dos GNR
- 2002: Câmara Lenta

### Singles
- 1981: Portugal na CEE
- 1981: Sê Um GNR
- 1982: Hardcore
- 1984: Twistarte (Maxisingle)
- 1984: Pershingópolis (Maxisingle)
- 1985: Dunas
- 1987: Efectivamente
- 1987: Ao Soldado Desconfiado
- 1988: Vídeo Maria (Maxisingle)
- 1992: Quanto o Telefone Pecca (Maxisingle)
- 1996: Dunas
- 1998: Mosquito
- 2003: Canadada